# MSTRKRFT
MSTRKRFT (Disemvoweling von Masterkraft) ist ein 2005 gegründetes kanadisches Electro-House-Projekt. Es besteht aus den beiden DJs JFK (Jesse F. Keeler) und Al-P (eigentlich Alex Puodziukas).

## Geschichte
MSTRKRFT wurde 2005 gegründet. Jesse F. Keeler war zuvor in der Indie-Rockband Death from Above 1979, Al-P bei der Electropopband Girlsareshort und zudem als Produzent für Death from Above 1979 tätig.
Die ersten Singles, Easy Love bzw. Work on You, erschienen jeweils am 31. Januar und am 6. Juli 2006. Am 18. Juli folgte das Album The Looks in den USA, in England am 2. Februar des folgenden Jahres. Zuvor erstellten MSTRKRFT bereits einige Remixe für Künstler wie Buck 65 oder The Kills.
MSTRKRFT produzierten die EP How to Kill von Die Mannequin und das Album Dancing with Daggers von Magneta Lane.

## Diskografie

### Alben
- The Looks (2006)
- Fist of God (2009)
- Operator (2016)

### Singles
- Easy Love (2006)
- Work on You (2006)
- Street Justice (2007)
- Bounce (2008)
- Heartbreaker/Vuvuvu (featuring John Legend; 2009)
- Beards Again (2011)
- Back in the USSA (2011)

### Remixe
- Panthers – Thank Me with Your Hands
- Death from Above 1979 – Little Girl
- Death from Above 1979 – Sexy Results
- Juliette and the Licks – Got Love to Kill
- Annie – Heartbeat
- Metric – Monster Hospital
- Services – Element of Danger
- The Kills – No Wow
- Bloc Party – Two More Years
- Wolfmother – Woman
- Buck 65 – Kennedy Killed the Hat
- Gossip – Listen Up!
- Revl9n – Someone Like You
- Polysics – Ceolakanth Is Android
- Para-One – Dun Dundun
- Brazilian Girls – Juice
- Acid Jacks – Awake Since 78
- All Saints – Rock Steady
- Armand van Helden – NYC Beat
- Justice – D.A.N.C.E.
- The Crystal Method – Keep Hope Alive
- Goose – Bring It On (JFK Remix)
- Chromeo – Tenderoni (AI-P Remix)
- Space Cowboy – Running Away (JFK Remix)
- D.I.M – Is You (JFK Remix)
- Kid Sister – Control (JFK Remix)
- Bloc Party – Flux (JFK Remix)
- Mr Miyagi – Pick Your Poison (JFK Remix)
- Kylie Minogue – Wow
- Ayumi Hamasaki – Beautiful Fighters (AI-P Remix)
- Jesse McCartney – Leavin (JFK Remix)
- Usher – Love in This Club
- John Legend & André 3000 – Green Light
- Katy Perry & Snoop Dogg – California Girls
- Kelis – Scream & Shout (AL-P Remix)
- Rye Rye & M.I.A. – Sunshine (JFK Remix)